# Golfclub De Compagnie
Golfclub De Compagnie is een Nederlandse golfclub in Veendam in de provincie Groningen.
De baan op Sportpark De Langeleegte werd op 40ha aangelegd in 1989 en had toen 9 holes. De tweede negen werd op 45ha aangelegd en in oktober 2006 geopend. Er zijn veel waterpartijen, en met het uitgegraven zand werd een glooiend landschap gemaakt. Sinds oktober 2006 is de 5 holes par-3 baan uitgebreid naar 9 holes.
De club heeft twee golfprofessionals.

## Hospitality Chain
De Compagnie heeft met acht andere golfclubs de afspraak dat hun leden op weekdagen voor een greenfee van €25 bij elkaar mogen spelen. Dit noemen ze de Hospitality Chain. Hierbij horen GC de Groene Ster, GC Holthuizen, GC Hooge Graven, GC de Koepel, GC Martensplek, GC de Semslanden, GC Westerwolde en GC Zwolle.